# Электровоз серии 11 бельгийских железных дорог
Электровоз серии 11 бельгийских железных дорог — электровоз постоянного тока на два напряжения (1500 вольт и 3000 вольт). В эксплуатации с 1985 года. Всего было построено 12 локомотивов этого типа. Эти электровозы создавались специально для вождения пассажирских поездов между Бельгией и Нидерландами.
Электровозы 11-й серии отличаются необычной нумерацией. В соответствии с бельгийской системой нумерации подвижного состава они должны были получить номера 1101—1112. Однако в Нидерландах уже имелись локомотивы с такими номерами. Во избежание путаницы электровозы 11-й серии получили номера 1181—1192.

## История
Они должны были заменить более старый подвижной состав, работавший на этой линии. С технической точки зрения, электровозы 11-й серии практически идентичны с электровозами 21-й серии. У них одинаковые моторы и остальное электрооборудование, за исключением устройства, позволяющего электровозам 11-й серии работать на напряжении 1500 В. Другая отличительная особенность этих электровозов заключается в том, что их локомотивная сигнализация адаптирована под нидерландскую автоблокировку.
Первый электровоз серии был передан в депо Брюссель-Южный 26 ноября 1985 года, последний — 23 апреля 1986 года.
Электровозы 11-й серии не сразу начали работать на линии Брюссель-Амстердам. Это связано с тем, что задерживалось строительство вагонов, которые должны были эксплуатироваться на этом международном маршруте (вагоны строились в Ахене по заказу Нидерландских железных дорог).
В связи с этим эксплуатация электровозов 11-й серии началась на грузовом маршруте Антверпен — Гент — Кортрейк — Мускрон.
Локомотивы 11-й серии были представлены публике в ходе празднования 150-летия бельгийских железных дорог во время первых выходных мая 1986 года. 18 июня состоялась демонстрационная поездка с представителями прессы, а 2 октября бельгийский и нидерландский министры транспорта совершили поездку из Амстердама в Брюссель на поезде, ведомом этим электровозом. Нормальная эксплуатация электровозов 11-й серии на маршруте Брюссель — Амстердам началась 3 ноября 1986 года.

## Основные характеристики
- Осевая формула — 2о−2о
- Длина между буферами — 18650 мм
- Расстояние между точками подвески тележек — 9000 мм
- База тележек — 2900 мм
- Диаметр колёс — 1250 мм
- Первичная подвеска — тип SLM Winterhur
- Вторичная подвеска — тип Flexicoil
- Часовая мощность — 3310 кВт
- Постоянная мощность — 3130 кВт
- Тип двигателя — LE622S
- Тип подвески — эластичная, на трёх точках
- Тип передачи — BBC Federantrieb
- Передаточное отношение — 3,742
- Система управления — на тиристорах
- Максимальная скорость — 160 км/ч
- Масса — 85 тонн

## Окраска
Электровозы 11-й серии имеют уникальную для бельгийских железных дорог схему окраски — они окрашиваются в тёмно-красный цвет с жёлтой полосой.